# Južna fronta med ameriško revolucijo
Južni fronta ameriške revolucionarne vojne je bilo osrednje bojišče vojaških operacij v drugi polovici ameriške revolucionarne vojne, 1778–1781. Obsegala je spopade predvsem v Virginiji, Georgiji, Severni Karolini in Južni Karolini. Vojaške taktike so vključevale tako strateške bitke kot gverilsko vojskovanje.
V prvih treh letih konflikta, 1775–1778, so se največji vojaški spopadi med  kontinentalno vojsko in britansko armado odvijali v kampanjah v Novi Angliji in srednjih kolonijah, kampanjah okoli Bostona, kampanjah okoli New Yorka in kampanjah okoli Filadelfije. Po neuspehu saratoške kampanje je britanska armada večinoma opustila operacije na severu in si prizadevala za mir prek nadzora južnih kolonij. Pred letom 1778 so te kolonije večinoma obvladovale patriotske vlade in milice, čeprav je bila prisotna tudi Kontinentalna armada, ki je igrala vlogo v obrambi Charlestona leta 1776, pri zatrtju lojalističnih milic in pri poskusih, da bi Britance pregnali iz močno lojalistične Vzhodne Floride.
Britanci so začeli izvajati svojo "južno strategijo" koncem leta 1778 v Georgiji. Sprva je dosegla uspeh z zajetjem Savannah, Georgia, kar je sledilo leta 1780 z operacijami v Južni Karolini, ki so vključevale poraz kontinentalnih sil pri Charlestonu in bitki pri Camdenu. Hkrati sta Francosko kraljestvo (leta 1778) in Španski imperij (leta 1779) napovedala vojno Kraljestvu Veliki Britaniji v podporo ZDA. Španija je zasedla vso Britansko Zahodno Florido v kampanji v Zahodni Floridi, kar se je kronalo z obleganjem Pensacole leta 1781. Francija je sprva ponudila le pomorsko podporo v prvih letih po napovedi vojne, vendar je leta 1781 poslala veliko število vojakov, da se pridružijo armadi generala Georga Washingtona in odmarširala iz New Yorka v Virginijo. Generalmajor Nathanael Greene, ki je prevzel poveljstvo nad Kontinentalno armado po Camdenu, je izvajal strategijo izogibanja in izčrpavanja proti Britancem. Obe sili sta se spopadli v vrsti bitk, od katerih je večina predstavljala zmage za britansko armado. Vendar je visoka cena v človeških življenjih oslabila britansko vojsko, medtem ko je Kontinentalna armada ostala večinoma neokrnjena in nadaljevala boj. To je bilo najbolje prikazano v Bitki pri Guilford Courthouse. Več ameriških zmag, kot so Bitka pri Ramseur's Mill, Bitka pri Cowpens in Bitka pri Kings Mountain, so prav tako oslabile britansko vojaško moč. Glavni spopad, obleganje Yorktowna, se je končal s predajo britanskega generala Charlesa Cornwallisa 19. oktobra 1781. To je bila v bistvu zadnja večja bitka revolucionarne vojne. Kmalu zatem so se začela pogajanja med Združenimi državami in Veliko Britanijo, kar je privedlo do Pariškega mirovnega sporazuma leta 1783.

## Zgodnje operacije, 1775–1778

### Virginia
V večini kolonij so britanski uradniki hitro odšli, ko so patrioti prevzeli oblast. V Virginiji se je kraljevi guverner upiral. V incidentu s smodnikom 20. aprila 1775 je John Murray, 4. grof Dunmore, kraljevi guverner  kolonije Virginije, odstranil smodnik, shranjen v "Williamsburgu, Virginia" na britansko vojaško ladjo na Reki James. Dunmore je videl naraščajoče nemire v koloniji in je poskušal virginijsko milico oslabiti za oskrbo smodnika, potrebnega za vstajo. Patriotska kolonija, ki jo je vodil Patrick Henry, je prisilila Dunmora, da plača za smodnik. Dunmore je nadaljeval z iskanjem skladišč vojaške opreme ter motenjem oskrbe v naslednjih mesecih, dejanja, ki jih je včasih patriotska milica pričakovala in premaknila zaloge pred njegovim prihodom.
Dunmore je novembra 1775 izdal proklamacijo o emancipaciji, v kateri je obljubil svobodo pobeglim sužnjem, ki bi se borili za Britance. Po incidentu pri Kemp's Landing novembra, kjer so Dunmorjeve enote ubile in zajele pripadnike patriotske milice, so patriotske sile premagale lojaliste (kamor so spadali pobegli sužnji, ki jih je Dunmore oblikoval v "Etiopski polk") v bitki pri Great Bridge 9. decembra. Dunmore in njegove enote so se umaknili na ladje kraljeve mornarice, zasidrane ob Norfolku; te pomorske enote so bombardirale in požgale mesto 1. januarja 1776. Patriotske sile v mestu so dokončale uničenje nekdanje lojalistične trdnjave. Dunmore je bil poleti pregnan z otoka v Chesapeake Bay in se nikoli več ni vrnil v Virginijo.

### Georgia
V Georgiji je kraljevi guverner James Wright nominalno ostal na oblasti do januarja 1776, ko je nepričakovan prihod britanskih ladij blizu Savannaha spodbudil lokalni "Odbor za varnost", da naroči njegovo aretacijo. Patrioti in lojalisti so v Georgiji verjeli, da je flota prišla, da bi zagotovila vojaško podporo guvernerju; bila je poslana od obleganih britanskih sil v Bostonu, da bi pridobila riž in druge potrebe. Wright je ušel iz ujetništva in dosegel floto. V "Bitki pri čolnih za riž" v začetku marca so Britanci uspešno zapustili Savannah z več trgovskimi ladjami, ki so vsebovale želeni riž.

### Karolini
Ko se je vojna začela, je bila populacija Južne Karoline politično razdeljena. Skupnosti "Lowcountry" ob atlantski obali, z centrom okoli Charlestona, so se močno postavile na stran patriotov, medtem ko je zaledje imelo veliko število lojalističnih simpatizerjev. Do avgusta 1775 sta obe strani rekrutirali enote milice. Septembra je patriotska milica prevzela Fort Johnson, glavna obrambo Charlestona, guverner Lord William Campbell pa je zbežal na ladjo Kraljevske mornarice v pristanišču.
Zaseg pošiljke smodnika in streliva, namenjenega za Cherokee Indijance je povzročil zaostrovanje napetosti, ki je privedlo do prvega obleganja Ninety Six v zahodni Južni Karolini konec novembra. Rekrutiranje patriotov je do takrat preseglo rekrutiranje lojalistov, velika kampanja (imenovana "Snow Campaign" zaradi nenavadno močnega sneženja), ki je vključevala do 5.000 patriotov pod vodstvom polkovnika Richarda Richardsona, je uspelo zajeti ali odgnati večino vodstva lojalistov. Lojalistično vodstvo je zbežalo bodisi na Vzhodno Florido bodisi v deželo Cherokee Indijancev. Frakcija Cherokeejev znana kot Chickamauga, se je 1776 dvignila v podporo Britancem in lojalistom. Na koncu so jih premagale enote milice iz Severne in Južne Karoline.
Ključno za vsak britanski poskus pridobitve nadzora nad Jugom je bilo imeti pristanišče za vnos oskrbe in moštva. V ta namen so Britanci organizirali ekspedicijo, da bi vzpostavili močno postojanko nekje v južnih kolonijah in poslali vojaške vodje, da rekrutirajo lojaliste v Severni Karolini. Odhod ekspedicije iz Evrope je bil znatno zamujen in lojalistične sile, ki so bile rekrutirane za srečanje z njo, so bile odločilno poražene v "Bitki pri Moore's Creek Bridge" konec februarja 1776. Ko je britanski general Henry Clinton prispel na Cape Fear maja, je ugotovil, da pogoji tam niso primerni za močno postojanko. Izvidovanje Kraljevske mornarice je identificiralo Charleston, katere obramba ni bila končana in se je zdela ranljiva, kot bolj primerno lokacijo. Junija 1776 sta Clinton in admiral "Sir Peter Parker, 1st Baronet" vodila napad na Fort Sullivan, ki je varoval charlestonsko pristanišče.
Clinton ni uspelo popolnega izvidovanja območja. Njegovih 2.200 mož je bilo izkrcanih na Long Islandu (namesto na sosednjem Sullivanovem otoku, na katerem je bil Fort Sullivan, ki je varoval charlestonsko pristanišče) in so ugotovili, da je kanal, ki deli dva otoka preglobok, da bi ga prečkali. Namesto, da bi se ponovno vkrcal na svoje čolne, se je zanesel na pomorske sile ekspedicije, da bi osvojil trdnjavo, ki je po vojni postala znana kot Fort Moultrie. Vendar pa ognjena moč britanskih ladij ni bila sposobna povzročiti škodo na lesene hlode, ki so tvorili večino obrambe trdnjave in bombardiranje je spodletelo v svojem namenu. To je bila ponižujoč neuspeh in Clinton je odpovedal svojo kampanjo v Karolini. Clinton in Parker sta se po boju prepirala, vsak pa je drugega obtoževal za neuspeh napada. Razpravlja se, da je bil Jug izgubljen zaradi tega neuspeha pri zavzemanju Charlestona leta 1776, saj je pustil lojaliste brez podpore tri leta, hkrati pa je omogočil pristanišču Charleston, da služi ameriški stvari do leta 1780.

### Vzhodna Florida
Patrioti v Georgiji so večkrat poskušali premagati britansko posadko, ki je bila nastanjena v Saint Augustine v britanski East Florida. Ta garnizon je aktivno podpiral dejavnosti lojalistov, ki so tam pobegnili iz Georgije in drugih južnih držav ter so bili odgovorni za napade na govedo in druge zaloge v južni Georgiji. Prvi poskus je organiziral ameriški general Charles Lee potem, ko je prevzel poveljstvo v južnem področju, a je povsem zastal, ko je bil poklican nazaj h glavni vojski. Drugi poskus je organiziral guverner Georgije Button Gwinnett (ki je kot predstavnik Georgije v Kontinentalnem kongresu bil eden od podpisnikov (prvi podpis na levi) Deklaraciji neodvisnosti Združenih držav Amerike) z minimalno pomočjo novega poveljnika Južnega oddelka Roberta Howa, leta 1777. Ta ekspedicija je prav tako propadla. Gwinnett in njegov poveljnik milice Lachlan McIntosh se nista mogla strinjati glede ničesar. Nekatere milice Georgie so prišle v East Florido, vendar so bile ustavljene v maju v "bitki pri Thomas Creek".
Zadnja ekspedicija je bila zgodaj leta 1778. Zbrali so več kot 2.000 kontinentnih vojakov in državne milice za ta trud, a je prav tako propadla zaradi težav s poveljstvom med Howeom in guvernerjem Georgie Johnom Houstounom. Kratek "spopad pri Alligator Bridge" konec junija, skupaj s tropskimi boleznimi in težavami s poveljstvom pri patriotih, je pustila East Florido trdno v britanskih rokah za čas vojne.

## Južna strategija

### Podpora lojalistom
Leta 1778 so se Britanci znova osredotočili na jug, kjer so upali, da bodo ponovno prevzeli nadzor z rekrutiranjem tisočev lojalistov. Njihovo prepričanje v široko podporo lojalistom je temeljilo na poročilih lojalističnih izgnancev v Londonu, ki so imeli neposreden dostop do britanskega ministra za Ameriko Georgea Germaina. Želeč si povrniti svoja zemljišča in biti nagrajeni za svojo zvestobo kroni, so ti moški spoznali, da bi bil najboljši način, da prepričajo Britance, da začnejo pomembno operacijo na jugu, prekomerno izpostaviti nivo potencialne podpore lojalistom.
Kot skupina so imeli lojalisti velik vpliv na britanske ministre v Londonu. Poleg tega so bile med nekaterimi lojalisti in Britanci v Londonu močne poslovne, trgovinske in družinske vezi. Britanci so delovali pod vtisom, da bodo našli znatno podporo za svoja dejanja, če le osvobodijo prava območja. Medtem, ko je bil v Južni Karolini, je Cornwallis v pismu Clintonu zapisal, da so "Naša zagotovila o navezanosti naših revnih, obupanih prijateljev v Severni Karolini tako močna kot kadar koli." Večinoma je bila ta predpostavka napačna, kar je Cornwallis kmalu spoznal, ko se je kampanja nadaljevala.

### Britanci zavzamejo Savannah
19. aprila 1778 so tri galeje georgijske mornarice napadle, premagale in zajele kraljevo mornariško brigantino, oboroženo britansko provincialno šalupo iz East Floride in oboroženi brig.
29. decembra 1778 je britanski ekspedicijski korpus s 3.500 možmi iz New Yorka, pod poveljstvom polkovnika Archibalda Campbella zasedel Savannah v Georgiji. Sredi januarja 1779 se mu je pridružil brigadni general Augustine Prevost, ki je vodil enote, ki so marširale iz "Saint Augustine, Florida", prevzemajoč postojanke ob poti. Prevost je prevzel poveljstvo sil v Georgiji in je poslal Campbella s 1.000 možmi proti "Augusti, Georgija" z namenom pridobiti nadzor nad tem mestom in rekrutirati lojaliste.
Ostanki obrambe Savanne so se umaknili v "Purrysburg, Juna Karolina", približno 12 mi (19 km) navzgor po reki od Savanne, kjer so jih srečali Major General Benjamin Lincoln, poveljnik sil kontinentalne vojske na jugu. Večino vojske je premaknil iz Charlestona, da bi spremljal in nasprotoval Prevostu. Na začetku februarja je Prevost poslal nekaj sto mož, da zasede "Beaufort, South Carolina", kar je verjetno pomenilo, da želi odvrniti Lincolnovo pozornost od Campbellovih premikov; Lincoln je reagiral z napotitvijo generala Williama Moultria in 300 mož, da jih odbijejo. Bitka pri Beaufortu 3. februarja je bila večinoma nedoločena, obe skupini pa sta se na koncu vrnili nazaj na svoja izhodišča.
V tem času je Campbell prevzel nadzor nad Augusto brez večjega upora in lojalisti so začeli prihajati. Medtem ko je v dveh tednih vpisal več kot 1.000 mož, ni mogel preprečiti poraza precejšnjega števila lojalistov s strani patriotov, ki jih je vodil kongresnik Andrew Pickens v bitki pri Kettle Creek 14. februarja, 50 mi (80 km) od Auguste. To je vsem v tem območju pokazalo meje sposobnosti britanske vojske, da zaščitijo lojaliste. Campbell je nenadoma zapustil Augusto, očitno v odziv na prihod generala Johna Ashea in več kot 1.000 milice iz Severne Karoline, ki jih je Lincoln poslal, da se pridruži še 1.000 milici, ki je že bila čez reko iz Auguste v Južni Karolini. Na poti nazaj v Savanno je Campbell predal poveljstvo svojim možem bratu Augustina Prevosta, Marku Prevostu. Mlajši Prevost je obrnila situacijo proti Asheu, ki ga je zasledoval proti jugu, ga presenetil in skoraj uničil njegovo silo 1.300 ljudi v bitki pri Brier Creek 3. marca.

#### Drugi napad na Charleston
Do aprila se je Lincoln okrepil z velikim številom milice iz Južne Karoline in prejel dodatne vojaške zaloge preko nizozemskih pošiljk v Charleston. Odločil se je, da se premakne proti Augusti. Pustil je 1.000 mož pod poveljstvom Moultrieja v Purrysburg, da nadzorujejo Augustina Prevosta in začel marširati proti severu 23. aprila. Prevostova reakcija je bila, da je 29. aprila vodil 2.500 mož iz Savanne proti Purrysburgu. Moultrie se je umaknil proti Charlestonu, namesto da bi se vključil v boj in Prevost je bil 10. maja blizu 10 mi (16 km) preden je začel dojemati odpor. Dva dni kasneje je prestrezel sporočilo, ki je nakazovalo, da se je Lincoln, obveščen o Prevostovem napredovanju, hitel nazaj iz Auguste, da bi pomagal pri obrambi Charlestona. Prevost se je umaknil na otoke jugozahodno od Charlestona, pri tem pa je pustil stražo pri Stono Ferry (blizu današnjega "Rantowles, South Carolina") za pokritje svojega umika. Ko se je Lincoln vrnil v Charleston, je vodil približno 1.200 mož, večinoma nepreizkušene milice, za Prevostom. Ta sila je bila 20. junija odbita s strani Britancev v "Bitki pri Stono Ferry". Zaledna zaščitnica, potem ko je dosegla svoj cilj, je nekaj dni kasneje zapustila ta položaj. Prevostova ofenziva proti Charlestonu je bila znana po brezobzirnem ropanju in plenjenju njegovih enot, kar je razjezilo tako prijatelje kot sovražnike v južnem Karolinskem nižavju.

#### Obramba Savannah
Octobra 1779 so francoske in kontinentalne vojske poskušale ponovno prevzeti Savannah. Pod vodstvom Lincolna in ob pomoči francoske pomorskega eskadrona, ki jo je vodil Charles Hector, comte d'Estaing, je bil to spektakularni neuspeh. Skupne francoske in ameriške sile so utrpele okoli 901 žrtev, Britanci pa 54. Francoska mornarica je ugotovila, da so fortifikacije Savannah podobne tistim, ki so se upirale admiralu Peter Parkerju, 1st Baronet v Charlestonu leta 1776. Topniška bombardiranja niso imela velikega učinka na obrambo, vendar se je d'Estaing, za razliko od Charlestona — kjer se je Clinton odločil, da ne bo napadel Fort Moultrie po kopnem — odločil nadaljevati napad, potem ko je pomorsko bombardiranje spodletelo. Med tem napadom je bil groKazimierz Pułaski]], poljski poveljnik ameriške konjice, smrtno ranjen. Ko je bila Savannah zavarovana, je Clinton lahko izvedel nov napad na Charleston, kjer mu je leta 1776 spodletelo. Lincoln je preselil preostale svoje enote v Charleston, da bi pomagal pri gradnji obramb.

#### Tretji napad na Charleston
Clinton se je usmeril proti Charlestonu, blokiral pristanišče marca 1780 in zbral okoli 10.000 vojakov na tem območju. Njegov napredovanje proti mestu ni naletelo na odpor; ameriški pomorski poveljnik, komodor Abraham Whipple, je nasedel pet od svojih osmih fregat v pristanišču, da bi ustvaril oviro za njegovo obrambo. Znotraj mesta je Lincoln poveljeval približno 2.650 kontinentalcem in 2.500 pripadnikom milice. Tarleton je blokiral vse možnosti za okrepitev ali oskrbo z zmagami pri "Bitki pri Monck's Corner" aprila in "Bitki pri Lenud's Ferry" v začetku maja. Charleston je bil obdan. Clinton je začel graditi oblegalne linije. 11. marca je začel bombardiranje mesta.
12. maja je Lincoln predal svojih 5.000 vojakov — največje predaje ameriških enot do ameriške državljanske vojne. S sorazmerno majhnimi žrtvami je Clinton prevzel največje mesto in pristanišče na jugu ter morda zmagal največjo britansko zmago v vojni. Ta zmaga je pustila ameriško vojaško strukturo na jugu v ruševinah. Šele potem, ko je Nathanael Greene ušel mimo Lorda Cornwallisa pri "Bitki pri Guilford Court House" leta 1781, so Britanci končno izgubili to prednost na jugu.
Ostanki južne kontinentalne vojske so se začeli umikati proti Severni Karolini, vendar so jih zasledovali Tarletonovi "britanski legionarji", ki so jih odločilno premagali v "bitki pri Waxhaws" 29. maja. Po bitki so patrioti trdili, da so Tarletonove enote ubile vojake, ki so se poskušali predati. Izraz "Tarletonovo usmiljenje" — ki se nanaša na njegovo domnevno pomanjkanje usmiljenja ali "no quarter" — je postal poziv za patriote. Zgodovinarji še vedno razpravljajo ali je prišlo do pokola, vendar je prepričanje v to vplivala na nadaljnji potek kampanje. Mnoge lojalistične pripadnike milice so ubili maščevalni patrioti, ki so kričali "Tarletonova usmiljenje!" potem ko so se predali v "bitki pri Kings Mountain"7. oktobra. Tarleton je kasneje objavil račun o vojni.

### Cornwallis prevzema poveljstvo
Po predaji v Charlestonu je organizirana ameriška vojaška aktivnost na jugu praktično propadla. Države so opravljale svoje vladne funkcije, vojno pa so vodili Partizani kot Francis Marion, Thomas Sumter, William R. Davie, kongresnik Andrew Pickens in Elijah Clarke. Clinton je prenesel britanske operacije na jugu na lorda Cornwallisa. Drugi kontinentalni kongres je poslal generala Horatio Gatesa, zmagovalca bitke pri Saratogi na jug z novo vojsko, vendar je Gates kmalu doživel eno največjih porazov v zgodovini vojske ZDA v "bitki pri Camdenu" 16. avgusta 1780. Cornwallis se je pripravil na invazijo Severne Karoline.
Cornwallisovi poskusi, da bi v Severni Karolini mobiliziral veliko število lojalistov, so bili učinkovito zatreti po porazu pri Kings Mountain. Mnogi patriotski možje so prečkali Apalače iz Washingtonovega okrožja v Severni Karolini, da bi se borili proti Britancem in so bili zato poimenovani "Moški iz onkraj gora". Britanski načrt za mobilizacijo velikih lojalističnih vojska je spodletel — ni se prijavilo dovolj lojalistov, tisti, ki so, pa so tvegali visoko nevarnost, ko se je britanska vojska premaknila naprej. Poraz pri Kings Mountain in nenehno nadlegovanje njegovih komunikacij in dobavnih linij s silami milice v Južni Karolini je prisililo Cornwallisa, da se umakne in prezimi v Južni Karolini.
Gatesa je zamenjal najbolj zaupanja vreden podrejeni častnik Washingtona, general Nathanael Greene. Greene je dodelil približno 1.000 moških generalu Danielu Morganu, odličnemu taktiku, ki je uničil Tarletonove čete v "bitki pri Cowpens" 17. januarja 1781. Tako kot po Kings Mountainu je bil Cornwallis kasneje kritiziran, ker je poslal del svoje vojske brez ustrezne podpore. Greene je nadaljeval z utrujanjem svojih nasprotnikov v nizu spopadov in vojaških premikov, ki so jih imenovali "Dirka do Dana" (tako poimenovana, ker Reka Dan teče blizu meje med Severno Karolino in Virginijo); vsak spopad je prinesel taktično zmago za Britance, vendar jim ni prinesel strateške prednosti, medtem ko je utrujenost vzela svoj davek.
Cornwallis je vedel, da je Greene razdelil svoje enote in se želel soočiti bodisi z Morganovo ali Greenovo enoto, preden se lahko ponovno združita. Odstranil je vso odvečno prtljago iz svoje vojske v prizadevanju, da bi držal korak s hitro premikajočimi se patrioti. Ko je Greene izvedel za to odločitev, je bil njegov veseli odziv: "Potem je naš!" Pomanjkanje oskrbe pri Cornwallisu je posledično igralo vlogo pri njegovih poznejših težavah. Greene je najprej naletel na Cornwallisa v "Bitki pri Cowanovem prehodu", kjer je Greene poslal generala Williama Lee Davidsona z 900 možmi. Ko je bil Davidson ubit v reki, so se Američani umaknili. Greene je bil oslabljen, a je nadaljeval s svojo taktiko zavlačevanja, v Južni in Severni Karolini se je boril v še dvanajstih spopadih proti Cornwallisovim silam. Približno 2.000 britanskih vojakov je umrlo v teh spopadih. Greene je strnil svoje pristop v moto, ki bi postal znan: "Borimo se, izgubimo, zberemo se in spet borimo." Njegove taktike so bile primerjane s "Fabijevo strategijo" rimskega generala Fabija Maksima, rimskega generala, ki je počasi oslabil močnejše sile kartaginskega Hanibala s pomočjo vojne izčrpavanja. Greene je na koncu čutil, da je dovolj močan, da se sooči s Cornwallisom neposredno—blizu New Gardena v Severni Karolini (današnji "Greensboro, Severna Karolina"). Čeprav je bil Cornwallis taktični zmagovalec v "Bitki pri Guilford Court House" so izgube, ki jih je njegovo vojsko utrpela, prisilile, da se je umaknil v "Wilmington, Severna Karolina" po oskrbo in okrepitve.
Medtem ko Cornwallis ni mogel popolnoma uničiti Greena, je prepoznal, da večina oskrbe, na katero so se ameriške sile zanašale, prihajale iz Virginije, države, ki je bila do sedaj v vojni razmeroma nedotaknjena. Kljub željam Clintona se je Cornwallis odločil, da bo napadel Virginijo v upanju, da bo prekinitev dobavnih poti v Karolino onemogočila ameriški odpor tam. To teorijo je podprl Lord George Germain v seriji pisem, ki so Clintona izključila iz procesa odločanja za Južno vojsko, kljub temu, da je nominalno bil njen poveljnik. Brez obvestila Clintona je Cornwallis marširal severno iz "Wilmingtona, Severna Karolina" v Virginijo, da bi se udeležil plenilskih operacij, kjer je naposled srečal vojsko, ki sta jo je vodila britanski vojaški častnik William Phillips in Benedikt Arnold, ki je izvajal plenilske dejavnosti. Ta plenjenja so povzročila ogromno uničenje tobačnih polj in sušilnic, saj so kolonisti uporabljali tobak za financiranje svojih vojaških prizadevanj. Britansko uničenje približno 10.000 hogsheadov tobaka (približno 10 milijonov funtov, oz. 4.535.900 kilogramov) leta 1780 in 1781 je postalo znano kot "Tobačna vojna".
Ko je Cornwallis zapustil "Greensboro, Severna Karolina" in se odpravil proti Wilmingtonu, je odprl pot za Greena, da začne ameriško ponovno osvojitev Južne Karoline. To mu je uspelo do konca junija, kljub porazu, ki ga je utrpel iz rok Francisa Rawdon-Hastings, 1st Marquess of Hastings v "bitki pri Hobkirk's Hill" (3,6 kilometre severno od "Camden, South Carolina|Camden") 25. aprila. Od 22. maja do 19. junija je Greene vodil "obleganje Ninety Six", ki ga je moral opustiti, ko je prišla vest, da Rawdon prihaja z enotami za prekinitev obleganja. Kljub temu so dejanja Greena in poveljnikov milice kot je bil Francis Marion prisilila Rawdona, da je na koncu zapustil "Ninety Six, South Carolina" in Camden, kar je de facto zmanjšalo britansko prisotnost v Južni Karolini na pristanišče Charleston. Augusta je bila tudi oblegana 22. maja in je padla v roke patriotskih sil pod vodstvom Andrewa Pickensa in Henry "Light Horse" Leeja 6. junija, kar je britansko prisotnost v Georgiji zmanjšalo na pristanišče Savannah.
Greene je nato dal svojim enotam šest tednov počitka na višavju ob Santee reki. 8. septembra se je z 2.600 moškimi spopadel z britanskimi silami pod poveljstvom podpolkovnika Alexandra Stewarta v "Bitki pri Eutaw Springs|Eutaw Springs". Američani, ki so padli v tej bitki, so postali nesmrtni pri ameriškem avtorju Philipu Freneau v njegovi pesmi iz leta 1781 "V spomin na pogumne Američane." Bitka kljub temu, da je bila taktično neodločena, je tako oslabila Britance, da so se umaknili v Charleston, kjer jih je Greene obkolil za preostale mesece vojne.

### Yorktown
Po prihodu v Virginijo je Cornwallis prevzel poveljstvo nad obstoječimi britanskimi silami v regiji, ki so jih sprva vodili Arnold in nato generalmajor William Phillips. Phillips, dober prijatelj Cornwallisa, je umrl dva dni pred Cornwallisovim prihodom v "Petersburgu, Virginia". Potem ko je marširal brez obveščanja Clintona o svojem gibanju (komunikacije med obema britanskima poveljnikoma so potekale po morju in so bile izjemno počasne, včasih do tri tedne), je Cornwallis poslal novico o svojem severnem pohodu in se lotil uničenja ameriških zalog v Chesapeake Bay regiji.
Marca 1781, kot odgovor na grožnjo Arnolda in Phillipsa je general Washington poslal Marquisa de Lafayetta, da brani Virginijo. Mladi Francoz je imel pod svojim poveljstvom 3,200 mož, medtem ko so britanske enote v državi imele 7.200 mož. Lafayette se je spopadel s Cornwallisom, izogibajoč se odločilni bitki, medtem ko je zbiral okrepitve. Medtem je Cornwallis prejel ukaze od Clintona, da izbere pozicijo na "Virginia Peninsula" — v sodobnih virih imenovano "Williamsburg Neck" — in zgradi utrjeno pomorsko postojanko za zaščito linijskih ladij. V skladu s tem ukazom je Cornwallis tvegal, da bo ujet. S prihodom francoske flote pod François Joseph Paul de Grasseom in Washingtonove združene francoske in ameriške vojske se je Cornwallis znašel odrezan. Ko je bila flota {{Kraljeva vojna mornarica|Kraljeve mornarice]] pod admiralom Thomasom Gravesom, 1st Baron Graves poražena s strani Francozov v "Bitki pri Chesapeake" in je francoski oblegovalni konvoj prispel iz "Newporta, Rhode Island", je njegova pozicija postala nevzdržna. Cornwallis se je 19. oktobra 1781 predal Washingtonu in francoskemu poveljniku Comte de Rochambeau.
Cornwallis je to katastrofo sporočil Clintonu v pismu, ki se je začelo:
Žal mi je, da moram Vašo Ekscelenco obvestiti, da sem bil prisiljen opustiti položaje York in Gloucester ter predati čete pod svojim poveljstvom z kapitulacijo dne 19. tega meseca kot vojni ujetniki združenim silam Amerike.

## Posledice
S predajo pri Yorktownu, udeležbo francoskih sil v tej bitki in posledično izgubo Cornwallisove vojske, so se britanska vojna prizadevanja ustavila. Edina preostala britanska vojska kakršne koli omembe vredne velikosti na ameriških tleh je bila tista pod Sir Henryjem Clintonom v New Yorku. Clinton, ohromljen zaradi poraza, ni ukrepal in ga je leta 1782 zamenjal Guy Carleton, 1st Baron Dorchester. Takšen šokanten preobrat sreče, ki se je zgodil na podlagi redkega pomorskega poraza, je povečal spremembo v britanskem javnem mnenju proti vojni. Lord Northova vlada je razpadla, na oblast je prišla vlada usmerjena v mir in do konca vojne ni prišlo do večjih operacij na ameriškem kontinentu. Medtem ko se je pri Saratogi začela upad britanskih vojnih uspehov, je Yorktown bil njen smrtni udarec.

## Dediščina
Southern Campaign of the Revolution National Heritage Corridor  je bil ustanovljen v zakonu o nacionalni dediščini leta 2022. National Heritage Area bo pomagal ohraniti in spodbujati turizem na več deset zgodovinskih mestih ob 8 mi (13 km) širokem koridorju v Severni Karolini in Južni Karolini.